# West-Europese loofbossen
West-Europese loofbossen zijn een ecoregio in het palearctisch gebied van West-Europa, onderdeel van het wereldwijde bioom van gematigd loofbos of gemengd bos. Van de oorspronkelijke bossen van West-Europa is slechts een klein deel over, omdat sinds de Middeleeuwen het meeste bos gekapt is om plaats te maken voor de landbouw. Gebieden waar nog grote loofbossen liggen zijn middelgebergtes. Loofbossen van deze ecoregio worden daarom vooral gevonden in  de Belgische Ardennen, het Franse Centraal Massief, het Duitse Rijnleisteenmassief en Zwarte Woud, het plateauland van Beieren of het Boheems Massief in Tsjechië.

## Klimaat
West-Europa heeft overwegend een gematigd koel zeeklimaat. Ongeveer ter hoogte van het westen van Duitsland gaat dit geleidelijk over in het vochtig continentaal klimaat van Centraal-Europa. De neerslag is redelijk gelijk verdeeld over het jaar, hoewel de zomer en lente iets natter zijn dan de herfst en winter. Het jaargemiddelde van de temperatuur ligt typisch rond de 7 tot 9 °C. Typisch zijn er drie of vier maanden per jaar met sneeuw. 
In de kustgebieden van West-Europa gaat de ecoregio van de West-Europese loofbossen over in die van de Atlantische gemengde bossen. In het zuiden van Frankrijk gaat ze ter hoogte van het Middellandse Zeegebied over in de bioom van de Mediterrane bossen en struwelen. De bossen op de lagere hellingen in de Alpen en Karpaten worden tot andere ecoregio's gerekend: respectievelijk Alpiene naaldbossen en gemengde bossen en Karpatische montane bossen. In het oosten van Duitsland gaat de ecoregio van West-Europese loofbossen over in die van Centraal-Europees gemengd bos, die verder naar het oosten in Polen en Wit-Rusland doorloopt. In het noorden van Duitsland langs de rand van de Oostzee liggen Baltische gemengde bossen. De laatste lopen verder in het zuiden van Zweden, het oosten en noorden van Denemarken en in de Baltische Staten.

## Ecologie
Een typisch West-Europees loofbos heeft een structuur van vier lagen:
- een hogere boomlaag tussen de 30-60 m hoogte, die uit de kruinen van de hogere bomen bestaat
- een lagere boomlaag tussen de 8-30 m hoogte, die uit de kruinen van lagere bomen bestaat
- een struiklaag tussen de 1,3 en 8 m hoogte, die uit houtige struiken bestaat
- een kruidlaag vanaf de bodem tot 1,3 m hoogte, die uit lagere planten, kruiden en grassen bestaat. Typisch is dit de meest diverse laag.

Net als in andere Europese loofbossen zijn de karakteristieke bomen eiken (Quercus), Fagus, esdoorns (Acer) en berken (Betula). Naaldbomen als dennen (Pinus), sparren (Picea) en zilversparren (Abies) vormen in sommige bossen een toevoeging; deze bossen worden tot de gemengde bossen gerekend. Het loofbos van Europa is minder rijk aan boomsoorten dan zijn tegenhanger in Noord-Amerika (bijvoorbeeld de ecoregio van de Mid-Atlantische kustbossen). Dit wordt gezien als een gevolg van de laatste ijstijd. Wegens het ontbreken van grote obstakels verschoven de vegetatiezones in Noord-Amerika naar het zuiden, terwijl in Europa de middel- en hooggebergtes een barrière tegen grootschalige migratie van soorten vormden. Op enkele refugia na konden de Europese soorten nergens heen en stierven uit.

## Fauna
De fauna van de West-Europese loofbossen omvat de roofdieren wolf (Canis lupus), Europese bruine beer (Ursus arctos arctos), Euraziatische lynx (Lynx lynx), vos (Vulpes vulpes), otter (Lutra lutra), das (Meles meles), Europese nerts (Mustela lutreola), hermelijn (Mustela erminea) en boommarter (Martes martes). Onder de hoefdieren zijn wild zwijn (Sus scrofa), edelhert (Cervus elaphus) en ree (Capreolus capreolus) en andere zoogdiersoorten in de ecoregio zijn onder andere rosse woelmuis (Clethrionomys glareolus), eekhoorn (Sciurus vulgaris) en bever (Castor fiber).
De avifauna omvat onder andere roofvogels zoals buizerd (Buteo buteo) en bosuil (Strix aluco). Er zijn ook verschillende soorten watervogels te vinden, zoals ralreiger (Ardeola ralloides), woudaap (Ixobrychus minutus) en purperreiger (Ardea purpurea), dwerggans (Anser erythropus), de pijlstaart (Anas acuta) en de knobbelzwaan (Cygnus olor). Andere vogels in de bossen zijn bijvoorbeeld raaf (Corvus corax), grote bonte specht (Dendrocopos major) en Noordse nachtegaal (Luscinia luscinia).
In de West-Europese loofbossen komen ook verschillende reptielen- en amfibieënsoorten voor, waaronder oostelijke ringslang (Natrix natrix), spitssnuitadder (Vipera ursinii), vuursalamander (Salamandra salamandra) en gewone pad (Bufo bufo).
In en rond de rivieren kunnen kroeskarper (Carassius carassius), de rivierprik (Lampetra fluviatilis) en de mercuurwaterjuffer (Coenagrion mercuriale) aangetroffen worden. In de bossen leven ook nog vele ongewervelden zoals behaarde bosmier (Formica rufa), gouden schallebijter (Carabus auratus), gewone mestkever (Geotrupes stercorarius), gewone regenworm (Lumbricus terrestris), kleine vos (Aglais urticae) en kruisspin (Araneus diadematus).

## Beschermde gebieden
Het grootste deel van de West-Europese loofbossen is de afgelopen 200 jaar verdwenen, maar een aantal bossen bestaat nog en wordt beschermd in meerdere beschermde natuurgebieden, waaronder:

### België
- Natuurpark Boven-Sûre Woud van Anlier
- Natuurpark Gaume
- Natuurpark Hoge Venen-Eifel (België/Duitsland)
- Natuurpark Vallei van de Atter
- Natuurpark van de twee Ourthes
- Natuurpark Viroin-Hermeton

### Duitsland
- Biosfeerreservaat Paltserwoud-Vosges du Nord (Duitsland/Frankrijk)
- Nationaal Park Bayerischer Wald
- Nationaal Park Eifel
- Nationaal Park Sächsische Schweiz
- Nationaal Park Schwarzwald
- Natuurpark Altmühltal
- Natuurpark Arnsberger Wald
- Natuurpark Augsburg-Westliche Wälder
- Natuurpark Bergstraße-Odenwald
- Natuurpark Duits Luxemburg (Duitsland/Luxemburg)
- Natuurpark Fränkische Schweiz-Frankenjura
- Natuurpark Hoge Venen-Eifel (België/Duitsland)
- Natuurpark Sauerland-Rothaargebirge
- Natuurpark Schwäbisch-Fränkischer Wald
- Natuurpark Schwarzwald Mitte/Nord
- Natuurpark Spessart
- Natuurpark Südschwarzwald
- Natuurpark Teutoburger Wald/Eggegebirge
- Natuurpark Thüringer Wald
- Natuurpark Zittauer Gebergte

### Frankrijk
- Biosfeerreservaat Paltserwoud-Vosges du Nord (Duitsland/Frankrijk)
- Nationaal park Forêts
- Regionaal natuurpark Aubrac
- Regionaal natuurpark Ballons des Vosges
- Regionaal natuurpark Baugesmassief
- Regionaal natuurpark Chartreuse
- Regionaal natuurpark Forêt de l'Ill
- Regionaal natuurpark Forêt d'Orient
- Regionaal natuurpark Grands Causses
- Regionaal natuurpark Haut-Jura
- Regionaal natuurpark Lorraine
- Regionaal natuurpark Millevaches en Limousin
- Regionaal natuurpark Morvan
- Regionaal natuurpark van de Ardennen
- Regionaal natuurpark Volcans d'Auvergne

### Luxemburg
- Natuurpark Duits Luxemburg (Duitsland/Luxemburg)

### Polen
- Landschapspark Chełmy
- Landschapspark Krajobrazowy Doliny Bobru
- Landschapspark Krajobrazowy Gór Sowich
- Landschapspark Rudawy
- Landschapspark Sudety Wałbrzyskie
- Nationaal park Karkonosze
- Nationaal park Stołowe Mountains

### Tsjechië
- Adelaarsgebergte
- Blanský les
- Boheems Paradijs
- Broumovsko
- Český les
- IJzergebergte
- Jeseníky
- Nationaal park České Švýcarsko
- Nationaal park Krkonoše
- Nationaal park Šumava
- Natuurpark Lausitzergebergte (Tsjechië)
- Slavkovský les
- Třeboňsko
- Žďárské vrchy

### Zwitserland
- Jurapark Aargau
- Natuurpark Jura vaudois
- Natuurpark Schaffhausen
- Natuurpark Thal
- Parc du Doubs
- Regionaal park Chasseral